# Isla Garcia Fernandez
Die Isla Garcia Fernandez (spanisch) ist eine Insel vor der Danco-Küste des Grahamlands im Norden der Antarktischen Halbinsel. Sie liegt in der Wilhelmina Bay.
Argentinische Wissenschaftler benannten sie. Der weitere Benennungshintergrund ist nicht überliefert.